# 10275 Nathankaib
A 10275 Nathankaib (ideiglenes jelöléssel (10275) 1981 EC16) a Naprendszer kisbolygóövében található aszteroida. Schelte J. Bus fedezte fel 1981. március 1-jén.

## Kapcsolódó szócikk
- Kisbolygók listája (10001–10500)